# Realest Niggas
«Realest Niggas» — сьомий трек у виконанні американських реперів The Notorious B.I.G. та 50 Cent із саундтреку стрічки «Погані хлопці 2», виданого 15 липня 2003 р. Пісня також потрапила до мікстейпу God's Plan (2002).

## Чартові позиції
| Чарт (2003)                                      | Найвища позиція |
| ------------------------------------------------ | --------------- |
| США (Bubbling Under Hot 100 Singles) (Billboard) | 6               |
| США (Hot R&B/Hip-Hop Airplay) (Billboard)        | 28              |
| США (Hot R&B/Hip-Hop Songs) (Billboard)          | 30              |
| США (Rap Songs) (Billboard)                      | 21              |